# Scinax exiguus
Scinax exiguus és una espècie de granota que es troba a Veneçuela i, possiblement també, al Brasil i Guyana.